# Tubby Turns the Tables
Pour plus de détails, voir Fiche technique et Distribution.
Tubby Turns the Tables est un film muet américain réalisé par Larry Semon, sorti en 1916.

## Fiche technique
- Titre : Tubby Turns the Tables
- Réalisation : Larry Semon
- Scénario : C. Graham Baker, d'après une nouvelle de Larry Semon
- Société de production : Vitagraph Company of America
- Société de distribution : General Film Company
- Pays d'origine :  États-Unis
- Langue : film muet avec les intertitres en anglais
- Métrage : 300 m
- Format : Noir et blanc - 35 mm - 1,33:1  -  Muet
- Genre : Comédie
- Durée : 10 minutes
- Dates de sortie :
  - États-Unis : 3 mars 1916

## Distribution
- Hughie Mack : Tubby
- Adele DeGarde : la secrétaire
- Bert Binns
- Billy Whitney